# オウガ・バトル
「オウガ・バトル（人喰い鬼の闘い）」（Ogre Battle）はクイーンの楽曲で、1974年発表のアルバム『クイーン II』のサイドブラックに収録されている。作曲・作詞共にフレディ・マーキュリーが手掛けた。

## 概要
この曲は次の曲の「フェアリー・フェラーの神技」と連続していたが、『ディープ・セレクション 1973-1976』に収録されているバージョンでは編集で独立した形になっている。
この曲は1971年に  フレディがギターで書いたものだが、フレディはスタジオを使う時間がとれるまでは録音することを望まなかった。そのため、スタジオで録音される以前にもライヴで演奏されていた。1973年にはBBCでこの曲を演奏した。この音源は1989年にアルバム『アット・ザ・ビーブ』に収録された。この曲は1973年から1978年までのほぼすべてのライヴで演奏し、ファンにも人気の曲だった。
1993年、『伝説のオウガバトル』（Ogre Battle: March of the Black Queen）というゲームが発売されたが、このゲームのタイトルは「オウガ・バトル」と、同じくクイーンの曲の「マーチ・オブ・ザ・ブラック・クイーン」に由来している。

## 担当
- フレディ・マーキュリー - リード・ボーカル、バッキング・ボーカル
- ブライアン・メイ - ギター、バッキング・ボーカル
- ジョン・ディーコン - ベース
- ロジャー・テイラー - ドラム、バッキング・ボーカル